# Яньшань (повіт, Цзянсі)
28°19′05″ пн. ш. 117°42′14″ сх. д. / 28.3181° пн. ш. 117.704° сх. д.
Яньшань (кит. 铅山县, пін. Yánshān Xiàn) — один із повітів КНР у складі префектури Шанжао, провінція Цзянсі. Адміністративний центр — містечко Хекоу.

## Географія
Яньшань у середньому лежить на висоті близько 62 метрів над рівнем моря на північ від гір Уїшань. Північним кордоном повіту слугує річка Сіньцзян. 

### Клімат
Повіт знаходиться у зоні, котра характеризується вологим субтропічним кліматом. Найтепліший місяць — липень із середньою температурою 29,8 °C. Найхолодніший місяць — січень, із середньою температурою 6,4 °С.
| Клімат повіту Яньшань   | Клімат повіту Яньшань | Клімат повіту Яньшань | Клімат повіту Яньшань | Клімат повіту Яньшань | Клімат повіту Яньшань | Клімат повіту Яньшань | Клімат повіту Яньшань | Клімат повіту Яньшань | Клімат повіту Яньшань | Клімат повіту Яньшань | Клімат повіту Яньшань | Клімат повіту Яньшань | Клімат повіту Яньшань |
| Показник                | Січ.                  | Лют.                  | Бер.                  | Квіт.                 | Трав.                 | Черв.                 | Лип.                  | Серп.                 | Вер.                  | Жовт.                 | Лист.                 | Груд.                 | Рік                   |
| Середній максимум, °C   | 10,6                  | 12,7                  | 16,6                  | 23                    | 27,9                  | 30,6                  | 34,8                  | 34,3                  | 30,4                  | 25,4                  | 19,4                  | 13,6                  | 23,3                  |
| Середня температура, °C | 6,4                   | 8,5                   | 12,2                  | 18,2                  | 23,1                  | 26,1                  | 29,8                  | 29,1                  | 25,5                  | 20,2                  | 14,2                  | 8,4                   | 18,5                  |
| Середній мінімум, °C    | 3,6                   | 5,7                   | 9                     | 14,6                  | 19,3                  | 22,6                  | 25,6                  | 25,3                  | 21,9                  | 16,5                  | 10,5                  | 4,8                   | 15                    |
| Норма опадів, мм        | 89.4                  | 120.4                 | 212.8                 | 263                   | 251.3                 | 334.5                 | 165.7                 | 123.2                 | 84.3                  | 57.1                  | 84.2                  | 59.5                  | 1845.4                |
| Вологість повітря, %    | 79                    | 79                    | 80                    | 78                    | 77                    | 80                    | 73                    | 75                    | 75                    | 74                    | 76                    | 76                    | 76.8                  |
| ----------------------- | --------------------- | --------------------- | --------------------- | --------------------- | --------------------- | --------------------- | --------------------- | --------------------- | --------------------- | --------------------- | --------------------- | --------------------- | --------------------- |
| Джерело: data.cma.cn    |                       |                       |                       |                       |                       |                       |                       |                       |                       |                       |                       |                       |                       |